# Коняво
Ко́няво (болг. Коняво) — село в Кюстендильській області Болгарії. Входить до складу общини Кюстендил.

## Населення
За даними перепису населення 2011 року у селі проживали 832 особи, з них 804 особи (99,8%) — болгари.
Розподіл населення за віком у 2011 році:
Динаміка населення: